# Günter Kämmler
Günter Kämmler (* 23. Oktober 1926 in Dittmannsdorf, Landkreis Waldenburg, Provinz Niederschlesien) ist ein ehemaliger deutscher Diplomat. Er war Leiter der Kammervertretung der DDR in Österreich.

## Leben
Kämmler war vor 1966 als Fachreferent und ab 1966 als Generaldirektor im Ministerium für Außenhandel und Innerdeutschen Handel bzw. ab 1967 dem Ministerium für Außenwirtschaft der DDR tätig. Von 1969 bis 1973 leitete er erst als Legationsrat, dann als außerordentlicher Gesandter und Bevollmächtigter Minister die Handelsvertretung der DDR und zuletzt als Geschäftsträger ad interim die Botschaft der DDR in Wien. Von 1973 bis 1975 war er stellvertretender Generaldirektor, von 1975 bis 1986 Generaldirektor des Außenhandelsunternehmens Holz und Papier-Export-Import, Berlin.
Kämmler war Mitglied der SED.

## Auszeichnungen
- Vaterländischer Verdienstorden in Bronze (1972)[3]
- Vaterländischer Verdienstorden in Silber (1977)